# Walchia
Walchia is een geslacht van uitgestorven, op Araucaria lijkende coniferen uit de familie Utrechtiaceae. Vertegenwoordigers van dit geslacht leefden in het Boven-Silesien (Carboon) tot het Onder-Perm (310 tot 290 miljoen jaar geleden) en zijn gevonden in Europa, Noord-Amerika en China.

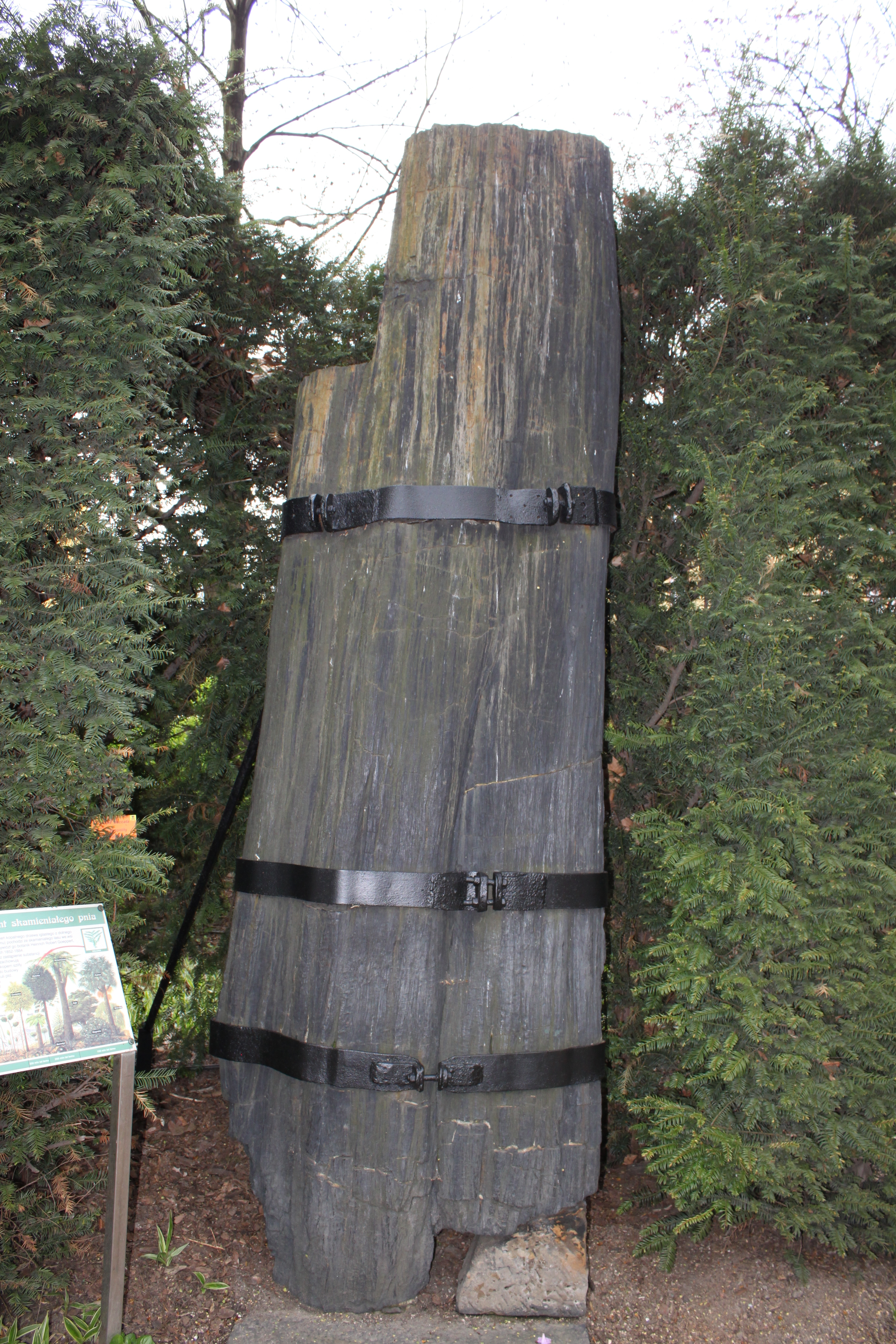
Fossiele boomstronk van een Walchia

Op de kust van de Northumberland Strait in Brule, Nova Scotia (Canada), is een volledig bos van in-situ Walchia-boomstronken te vinden. Daarnaast zijn afgevallen takken, bladafdrukken en kegelvruchten gevonden.
Het geslacht heeft spiraalvormig ingeplante, korte, smalle, sikkelvormige, driehoekige of lancetvormige naalden en tot 7 cm lange, eivormige kegels met puntige, lancetvormige schubben.

## Naamgeving en etymologie
De botanische naam Walchia is een eerbetoon aan Johann Ernst Immanuel Walch (1725-1778), een Duits theoloog en mineraloog.

## Taxonomie
Bij de oorspronkelijke beschrijving door Sternberg in 1825 omvatte het geslacht een groot aantal fossielen waarvan slechts enkele delen, voornamelijk de cuticula en/of de kegels, bekend waren. Veel soorten hebben inmiddels een andere naam gekregen.
Visscher, Kerp en Clement-Westerhof onderscheiden in 1986 de volgende geslachten:
- Walchia s.s.
- Culmitzschia
- Hermitia
- Ernestiodendron

### Soortenlijst
Hier volgt een onvolledige soortenlijst:
- Walchia gamettensis
- Walchia goeppertiana
- Walchia hypnoides
- Walchia piniformis